# Henry Harwood
Sir Henry Harwood (London, 1888. január 19. – Goring-on-Thames, Oxfordshire, 1950. június 9.) brit tengerész.
Henry Harwood 1888-ban született Suffolkban. 1924-ben vette el Joan Chard-t. Két gyerekük született, Cyprian és Stephen.
1903-ban csatlakozott a Brit Királyi Haditengerészethez, a torpedókra specializálódott. 1919-ben a Royal Sovereign csatahajón szolgált. 1929-ben kapitánnyá léptették elő,  Warwick rombolóra helyezték és kinevezték a 9. romboló flotta parancsnokává. 1932 márciusában sorhajókapitánnyá nevezték ki. A London nehézcirkáló parancsnoka lett. 1936 szeptemberében a dél-amerikai flotta parancsnoka lett. Zászlóshajója az Exeter nehézcirkáló volt. A flotta tagjai voltak még a Cumberland nehézcirkáló, valamint az Achilles és Ajax könnyűcirkálók.
1939-ben megütközött az Admiral Graf Spee német zsebcsatahajóval. Ezután ellentengernaggyá nevezték ki, és lovaggá ütötték. 1942 áprilisában a Földközi-tengeren szolgált. A zászlóshajója a Nile hadihajó volt. 1945 áprilisa és augusztusa között az Orkney és Shetland szigeteki támaszpont parancsnoka volt admirálisi rangban. Innen vonult nyugdíjba.
Goring-on-Thamesben halt meg 1950-ben.